# 巴扎爾內瑟茲甘
巴扎尔内瑟兹甘（羅馬化：Bazarnyy Syzgan）是俄罗斯乌里扬诺夫斯克州的市级镇，为该州巴扎尔内瑟兹甘区行政中心及规模最大聚居地。地处乌里扬诺夫斯克州西部，位于州府乌里扬诺夫斯克西南方。伏尔加河流域一条小河瑟兹甘卡河（Сызганка）及其两条支流流经该镇。镇内设有铁路车站，位于因扎－新奥布拉兹佐沃线上。
附近城市有因扎和巴雷什。
建于17世纪。该地2022年人口有4,605人；2010年人口5,715；2002年人口6,092；1989年人口6,708。